# Балюз, Этьен
Этьен Балюз (фр. Étienne Baluze; 24 ноября 1630, Тюль, Франция — 20 июля 1718, Париж) — французский историк, иезуит, юрист, издатель, библиотекарь

, педагог, профессор канонического права в Королевской коллегии.

## Биография
Окончил иезуитский колледж в родном городе. Позже изучал право в университете Тулузы, затем посвятил себя изучению церковной истории, патристике и средневековому праву.
В 1656 году стал секретарём Пьера де Марка, архиепископа Тулузы, историка, который высоко ценил его способности и после смерти де Марка оставил ему все свои бумаги. Балюз выпустил первое полное издание трактата Пьера де Марка «De libertatibus Ecclesiae Gallicanae» (1663) и опубликовал свою «Marca hispanica» (1688).
Благодаря покровительству архиепископа Тулузы в 1667 году занял место библиотекаря у фактического главы правительства Людовика XIV Жана-Батиста Кольбера, где работал в течение 33 лет. Благодаря этому он имел возможность собирать, компилировать и публиковать множество различных источников из истории Франции.
В 1668 году стал профессором канонического права в Королевской коллегии; в 1707—1710 годах был её директором.
В 1710 году, издав генеалогическую историю Овернского дома, Э. Балюз вступил в конфликт с кардиналом Эммануэлем де Буйоном, доказывавшим, что происхождение дофинов Оверни идёт по прямой линии от древних наследственных графов Оверни IX-го века.
В результате началась война брошюр и Э. Балюз получил Lettre de cachet, был лишён должностей и денежного содержания и выслан из Парижа, но в 1713 году опять возвращён, хотя должностей ему не возвратили.
Умер 20 июля 1718 года.

## Научная деятельность
Большую известность Э. Балюз получил благодаря своей критике документов, относящихся к церковной истории и к каноническому праву. Им издано в свет 45 сочинений и подготовлено к новому критическому изданию 116 сочинений прежнего времени, из которых главнейшие: «Capitularia regum Francorum» (2 т., Париж, 1677; 2 т., Венеция, 1772; 2 т., Париж, 1779) и «Miscellanea» (7 т., Париж, 1678—1716; новое издание Манзи, 4 т., Лукка, 1761).
Кроме того: «Conciliorum nova collectio» (Париж, 1685), дополнение к сборнику Лаббе; «Historia paparum Avenionensium» (2 т., Париж, 1693); издания «Epistolae Innocentii papae III» (2 т., Париж, 1652) и «Opera» Киприана (Париж, 1726), «Historia Tutelensis» (1717).

## Память
- В октябре 2006 года в родном городе Э. Балюза Тюле установлен его бюст.
- В 2007 год учреждена историческая премия им. Этьена Балюза.